# Simulium chiriquiense
Simulium chiriquiense är en tvåvingeart som beskrevs av William D. Field 1967. Simulium chiriquiense ingår i släktet Simulium och familjen knott. Inga underarter finns listade i Catalogue of Life.